# North Village Community Club
Il North Village Community Club o semplicemente come North Village, noto anche come North Village Rams e precedentemente come North Village Red Devils, è una società di calcio bermudiana, che ha sede nella parrocchia di Pembroke.

## Storia
Il North Village Community Club venne fondato nel 1957. Ha vinto il suo primo campionato nel 1974, a cui ne sono seguiti altri otto, cosa che ne fa il terzo club più titolato dell'isola. Il North Village ha inoltre vinto 11 Bermuda FA Cup, cosa che ne fa il club più titolato insieme al PHC Zebras.
Il club ha inoltre partecipato alla CONCACAF Champions' Cup 1973, non superando il primo turno della zona Caraibi contro i connazionali del Devonshire Colts.
Il club ha un forte legame di collaborazione con il YMSC, con cui organizza incontri di beneficenza e raccolta fondi per sostenere i propri ex-calciatori e dirigenti in difficoltà.

## Palmarès

### Competizioni nazionali
- Premier Division: 9

1974, 1976, 1978, 1979, 2002, 2003, 2006, 2011, 2020
- Bermuda FA Cup: 11

1978, 1983, 1986, 1989, 2000, 2002, 2003, 2004, 2005, 2006, 2023